# その警察官、ときどき野獣!
『その警察官、ときどき野獣！』（そのけいさつかん ときどきやじゅう）は、虎井シグマによる漫画作品。2019年12月1日より『その警察官、ときどき野獣！〜鍛えたカラダに守られ&襲われる絶倫生活〜』のタイトルで一迅社の電子書籍レーベル「LOVEBITES」の作品として配信されており、単行本では上記のタイトルで発売されている。同レーベルでの連載は第50話（2025年2月1日配信）で終了となり、同年8月22日よりオークラ出版の「ミンティ」レーベルに移籍し『続・その警察官、ときどき野獣！〜鍛えたカラダに守られ&襲われる絶倫生活〜』に改題のうえ連載予定。
2025年3月時点で電子含む累計発行部数が200万部を突破している。

## あらすじ
OL・小牧ひよりは、ある日、子供を助けようとした警察官・熊野啓吾に巻き込まれ、腕を骨折してしまう。利き腕を骨折し日常生活に支障をきたしてしまうことから、啓吾はしばらくひよりの家で生活し、家事をすることになる。共に暮らす最中、啓吾はひよりに欲情し、ひよりもそれに強く反抗するわけではないが、事情のあるひよりは好意に応えきれずに日が過ぎていく。
そんな中、ひよりの家には強盗が入り、彼女の父に前科があることが啓吾に知られてしまう。これを機に啓吾と離れようとするひよりだったが、啓吾は変わらずひよりを守ると宣言し、啓吾の実家で弟たちとともに暮らすことになる。しかし、脅迫者は啓吾の実家を突き止め、弟たちにも危害が加えられてしまう。自分が我慢すればいいだけだと思っていたひよりだったが、大切な人に危害が及ぶことに心を痛め、脅迫メールの発信元を特定することを決意する。
脅迫者を警察に伝え、法的対応が取られることになったが、被疑者との言い争いの中、ひよりの父が犯した誘拐事件の被害者が啓吾であることを本人が発言してしまう。ひよりはそれを聞きショックを受けるが、啓吾の言葉により、これからも一緒にいることを決める。ひよりの父が逮捕された際の本当の共犯者が捕まっていないと感じていた啓吾は、ひよりの父に会うことで真相を追求したいと伝える。

## 登場人物
小牧ひより（こまき ひより）
OL。父親が逮捕されたことで、幼少期からいじめに遭うことも多く、自分ひとりで我慢してしまいがちな性格。
熊野啓吾（くまの けいご）
声 - 九財翼（シチュエーションCD）
交番に勤める警察官。不愛想でとっつきにくく見えるがひよりのことを溺愛している肉食系。
ひよりの父が犯した誘拐事件の被害者であり、警察官として着任した直後に自身の正体を隠してひよりに会っており、当時は同情の念を抱いていた。
鷹尾
啓吾と同じ交番の先輩。一見チャラく見えるが、友人をドラッグ常用者に殺されたことから薬物を憎んでおり、クラブに出入りしている理由はドラッグの関係者を探しているためであり、女好きではない。
旭
啓吾と同じ交番の所長。女性だが背が高く、男と間違われやすい。腐敗した警察上層部を変えるため、出世を強く望んでいる。
夏樹（なつき）
ひよりの大学の後輩であり、同僚。ひよりと同じく身内に前科者がおり、そのせいでまともな対応を断られていることから、警察を信用していない。
社長
ひよりと夏樹の働く会社の社長。元暴力団関係者であり、学歴や名前に関わらず雇っている。
仁・珊瑚・四葉（じん・さんご・よつば）
啓吾の弟。順に次男・三男・四男。

## 制作
他社でボツになった話をベースに、一迅社の担当編集との打ち合わせで連載が決定した。熊野のようなキャラクターは女性ウケしづらいためか多くの出版社で却下されていたが、本作の担当編集は虎井の好きなように書けば良いと言ったため、虎井の好きな要素が詰め込まれたキャラクターになっている。

## 書誌情報
- 虎井シグマ 『その警察官、ときどき野獣！』 一迅社〈LBコミックス〉、全10巻
  1. 2020年8月3日発売[18]、ISBN 978-4-7580-2139-5
  2. 2020年10月1日発売[19]、ISBN 978-4-7580-2155-5
  3. 2021年3月1日発売[20]、ISBN 978-4-7580-2206-4
  4. 2021年9月1日発売[21]、ISBN 978-4-7580-2275-0
  5. 2022年1月28日発売[22]、ISBN 978-4-7580-2349-8
    - Private Voice Edition 同日発売[23]、ISBN 978-4-7580-2350-4

  6. 2022年11月1日発売[24]、ISBN 978-4-7580-2455-6
  7. 2023年8月1日発売[25]、ISBN 978-4-7580-2557-7
  8. 2024年4月1日発売[26]、ISBN 978-4-7580-2677-2
  9. 2024年11月1日発売[27]、ISBN 978-4-7580-2809-7
  10. 2025年4月1日発売[28]、ISBN 978-4-7580-2857-8

## テレビアニメ
2025年3月に制作が発表されたが、同年8月に諸般の事情により制作の中止が発表された。
発表されていたスタッフ
- 原作 - 虎井シグマ
- 総監督 - 戸田和裕
- 監督・脚本 - みうらさぶろう
- 助監督 - 牧野行洋
- キャラクターデザイン - 神山遥奈
- 音響監督 - ひらさわひさよし
- アニメーション制作 - ラビットゲート